# Geo-Fuerza
Geo-Fuerza (Brion Markov) es un personaje de superhéroe ficticio que aparece en los cómics publicados por DC Comics. Markov es el príncipe gemelo más joven de Markovia y el hermano mayor de Terra. Uno de los miembros fundadores del grupo de superhéroes Los Forasteros, apareció por primera vez en una inserción especial en The Brave and the Bold #200 (julio de 1983). El personaje fue creado por Mike W. Barr y Jim Aparo.
El personaje ha hecho apariciones dispersas en medios animados y de acción en vivo, como Young Justice: Outsiders y la tercera temporada de la serie del Arrowverso Black Lightning, interpretado por Jahking Guillory.

## Biografía ficticia

### Batman y los Forasteros
La Dra. Helga Jace usó un dispositivo para darle al Príncipe Brion Markov superpoderes con los que podría detener una insurrección montada por el malvado Baron Bedlam. Otros cinco superhéroes convergen en Markovia por varias razones propias. Los héroes veteranos Batman, Metamorpho y Black Lightning, unen fuerzas con Geo-Fuerza y otras dos nuevas heroínas, Katana y Halo. Después de detener la insurrección, los héroes deciden permanecer juntos como los Forasteros, con Batman (que ha renunciado a la Liga de la Justicia) como líder del equipo.
Brion se lleva bien con sus compañeros de equipo, aunque ocasionalmente choca con Batman y sus compañeros de equipo debido a su mal genio. Cuando no está activo como superhéroe, Brion asiste a la universidad en los EE. UU. y comienza a salir con su compañera de clase Denise Howard.
En una de sus primeras misiones, los Forasteros se unen a los Jóvenes Titanes, liderados en ese momento por el compañero de Batman, Robin. Geo-Fuerza es el hermano de Tara Markov, también conocida como Terra, de los Titanes. Tara es el producto de una aventura que el rey Markov (padre de Brion) tuvo con una mujer estadounidense no identificada. Temiendo el escándalo, el rey envió a Tara para que se criara en los Estados Unidos. Sin el conocimiento de Geo-Fuerza y sus compañeros Titanes, Terra es una espía secreta que trabaja para Deathstroke. Brion está feliz de reunirse con su media hermana, aunque Terra está menos feliz debido a sus temores de que Brion diga algo incorrecto y posiblemente exponga la historia de fondo ficticia que les ha contado a los Titanes sobre sí misma y cómo obtuvo sus poderes.
Varias semanas después, Terra traiciona a los Titanes por Deathstroke. En la batalla culminante entre los Titanes y la alianza de Deathstroke y Terra, la personalidad sociópata de Terra se derrumba cuando intenta matar tanto a los Titanes como a Deathstroke, cuando el hijo de Deathstroke, Joseph, interviene en nombre de los Titanes para detener a su padre. Al final, Terra se suicida accidentalmente cuando intenta enterrar vivos a los Titanes en una enorme tormenta de rocas. Al principio, los Titanes no le cuentan a Geo-Fuerza sobre su traición, dejándolo pensar que ha muerto como una heroína. Sin embargo, Batman luego le revela la verdad a Geo-Fuerza, lo que lo deja aún más desconsolado.
En su depresión, Geo-Fuerza no se atreve a seguir vistiendo su traje de color tierra, ya que le recuerda a Tara, que vestía un uniforme similar. Diseñado y sugerido por Batman, sus compañeros de equipo le presentan a Brion un nuevo traje verde y dorado para levantarle el ánimo. Funciona bien, y Geo-Fuerza se viste de verde y dorado durante la mayor parte de su carrera. Los colores tienen una doble importancia para Geo-Fuerza, ya que son los colores de la bandera de su Markovia natal y representan simbólicamente la Tierra, de la que se derivan sus poderes (verde), mientras le recuerdan lo valiosos que son sus dones (oro). Sin embargo, cuando se une a la Liga de la Justicia, Geo-Fuerza ha regresado a otra versión de su antiguo uniforme de tono tierra.

### Los Forasteros
Después de que los Forasteros se separaron de Batman, Markovia los financia de forma privada. Durante este tiempo, Geo-Fuerza es el nuevo líder no oficial del equipo. Esta información finalmente sale a la luz y Mayor Desastre destruye su base.
Por esta época, la soberanía de Markovia vuelve a verse amenazada. Investigando al misterioso nuevo primer ministro, Geo-Fuerza lidera un equipo de miembros de los Forasteros e Infinity Inc. de regreso a su tierra natal. Habiendo crecido en el castillo principal, es fácil para Geo-Fuerza liderar al equipo. Pronto descubre que el Psico-Pirata disfrazado de enemigo a largo plazo de los Forasteros, Baron Bedlam, está intentando conquistar el país. Los dos equipos unen fuerzas para detener a Psico-Pirata y marcharse en buenos términos.
Mientras tanto, Brion tiene una aventura de una noche con Looker cuando el equipo se queda varado en una isla desierta. El movimiento tensa la relación entre Brion y su novia Denise, así como la relación de Looker con su esposo. Brion y Looker acuerdan seguir siendo amigos platónicos después.
El gobierno de los Estados Unidos retira cualquier ayuda extranjera de Markovia hasta que esa nación publique los verdaderos nombres de los Forasteros. El rey Gregor, el hermano mayor de Brion, es asesinado antes de que pueda tomar una decisión. Brion se convierte en rey, pero se ve obligado a abdicar y es encarcelado cuando su cuñada, Iona (la esposa de Gregor), revela que está embarazada. Su compañero de equipo, Looker, le revela a Brion que el asesino de su hermano era el amigo de confianza y socio científico del equipo, el doctor Jace. Jace ha traicionado al equipo de los Manhunters porque admira su dedicación al conocimiento. Al final, Jace muere, junto con un Metamorpho controlado mentalmente. Esto, junto con una segunda batalla con los descendientes de su compañera de equipo Looker, que resulta en que Looker sea despojada temporalmente de sus poderes y Halo quede herido y en coma, hace que los Forasteros se disuelvan y Brion se retire como Geo-Fuerza.
Sin embargo, a principios de la década de 1990, los Forasteros fueron revividos con los antiguos Forasteros Geo-Fuerza, Katana, Halo y Looker, junto con los nuevos héroes Fausto, Technocrat y Wylde. Los dos últimos están disponibles para vender un nuevo traje de batalla a Markovia. La reina Iona se ha asociado con Roderick, un vampiro, para matar a Geo-Fuerza, aunque el primer intento hace que parezca que Technocrat está bajo ataque. Usando la incapacidad de un vampiro para ser grabado, Roderick incrimina a Geo-Fuerza por el asesinato en el aire de Iona, lo que obliga al equipo a huir.
Geo-Fuerza y los Forasteros están huyendo desde hace algún tiempo, escondiéndose principalmente en Estados Unidos. Finalmente limpian sus nombres y destruyen a Roderick y sus legiones vampíricas. Al final de la segunda serie de los Forasteros, Brion se casa con su novia de mucho tiempo, Denise Howard.
Durante este tiempo, apareció otro Terra como parte de un grupo conocido como Team Titans, que parecen haber venido del futuro. Esta nueva Terra afirma haber sido una chica normal a la que se le dio la apariencia y los poderes de Terra como resultado de un virus de ADN. El primer intento de Geo-Fuerza de hablar con ella fracasa cuando accidentalmente es arrastrado por una columna de roca que ella ha creado durante una fiesta ruidosa. La encuentra de nuevo en la sede de los Titanes. Después de una breve pelea con sus amigos, logra sentarse con ella. La nueva Terra lo convence de que ella no es su hermana. Los científicos rebeldes markovianos atacan con la intención de duplicar por la fuerza los poderes de Terra. Geo-Fuerza y los otros Titanes la rescatan. Otras revelaciones implican que esta Terra es, de hecho, de su tiempo, cuando se excava la tumba de la Terra original y su cadáver no se encuentra en su ataúd.
Brion invita a Terra a vivir en Markovia, a lo que ella acepta, ya que su grupo de Titanes se está disolviendo. En Markovia, los científicos realizan una prueba de ADN con la esperanza de descubrir si Terra es, de hecho, la hermana de Geo-Fuerza. Terra tiene miedo de descubrir los resultados, temerosa de que ella pueda, de hecho, ser una traidora villana. Cuando los resultados de la prueba son positivos, Brion le miente a Terra y le dice que los resultados son negativos.
Alrededor de este tiempo, como parte del incidente del Día del Juicio, un portal al infierno amenaza con tragarse el país de Markovia. Un pequeño equipo de Forasteros, incluidos los nuevos Terra, Katana y la Halo original, están disponibles para ayudar a combatirlo.
Geo-Fuerza y Terra se convierten en víctimas secuestradas de un extraño culto dirigido por un hombre con poderes de control mental. Son rescatados por el súper equipo llamado "Birds of Prey".
Geo-Fuerza aparece brevemente en 52 #35, ayudando a los ciudadanos de Metrópolis heridos en un asesinato en masa causado por Lex Luthor. Más tarde es parte del ejército de héroes reunidos por la Sociedad de la Justicia a fines del 52 para luchar contra Black Adam quien, en su ola de asesinatos globales después de la muerte de su esposa y su cuñado, asesinó a Terra II. Antes de la batalla, Geo-Fuerza le dice a Beast Boy que no se culpe por la muerte de Terra II.

### Liga de la Justicia de América
Mientras navega en su yate frente a la costa de Grecia, Geo-Fuerza de repente se encuentra perdiendo el control de sus poderes, que de repente han cambiado para incluir los poderes de manipulación de la tierra de su hermana. Este aumento repentino en el poder, que hace que Geo-Fuerza se desmaye, es causado en última instancia por el villano Deathstroke a través de medios aún no revelados.
Geo-Fuerza busca la ayuda de la Liga de la Justicia de América recién reformada, convirtiéndose en un miembro no oficial del grupo. En última instancia, se revelará que este es el plan general de Deathstroke, ya que finalmente se enfrenta a Geo-Fuerza para chantajearlo para que se convierta en un espía, al igual que Terra, a cambio de la promesa de Deathstroke de eliminar algún día los poderes adicionales que impuso a Geo-Fuerza. Geo-Fuerza informa a Superman, Batman y Wonder Woman sobre el plan de Deathstroke y acepta convertirse en un agente doble: espiar a Deathstroke para la Liga, mientras espía a la Liga para Deathstroke.
El plan se desmorona cuando Lex Luthor organiza una nueva encarnación de la Liga de la Injusticia y captura a la Liga de la Justicia. Mientras estaba prisionero, Geo-Fuerza es brutalmente torturado junto a Tornado Rojo a manos de Gorilla Grodd. Mientras se recupera de sus heridas, Geo-Fuerza es "cambiado" a la última encarnación de Batman de Los Forasteros, para consternación de Geo-Fuerza y, en última instancia, aceptación.
En DC Universe: Last Will and Testament, Geo-Fuerza se enfrenta a Deathstroke en una batalla. Después de contemplar el asesinato, Black Lightning y Rocky Davis de Challengers of the Unknown lo disuaden. Pierde mucha sangre por Deathstroke en su pelea, pero luego establece su confrontación en el mismo callejón y complejo de edificios donde el segundo hijo de Deathstroke, Jericho, estuvo detenido después de ser secuestrado. Cortarse la garganta de la misma manera que cortaron a su hijo baja la guardia de Deathstroke, lo que le permite a Brion empalar a Deathstroke con su propia espada a través de su propio cuerpo. Creyendo que ha derrotado a Deathstroke, mientras sacrificaba su propia vida, se sorprende al despertar en el hospital. Se cree que él solo derrotó a Deathstroke, pero nadie sabe que Geo-Fuerza estaba tratando de suicidarse. Geo-Fuerza se convierte en el líder de campo de los Forasteros y todavía vive en secreto con la vergüenza de sus acciones.

### Blackest Night
Geo-Fuerza recibe la visita de su hermana, que ha sido reanimada como miembro del Black Lantern Corps. Afirmando haber sido liberada de la fuerza oscura que la controlaba, Tara le ruega a Brion que la mate. Sin embargo, es una fachada para alimentarse de las emociones de los Forasteros. Geo-Fuerza convierte a Terra en una estatua y su anillo es destruido por Halo.

### Matrimonio y divorcio
Geo-Fuerza luego se casa con su novia de mucho tiempo, Denise Howard. Como ella no es markoviana, el matrimonio se anula por elección de Brion. Sin el conocimiento de Brion, Denise luego intenta someterse al mismo experimento que transformó a Geo-Fuerza en un héroe poderoso pero, debido a que no tiene sangre markoviana en ella, obtiene los mismos poderes pero con una apariencia cambiada y pérdida de la cordura, convirtiéndose en Geode. Está encerrada, pero escapa para vengarse de Markovia matando a varios markovianos inocentes. Geo-Fuerza proclama su afecto por Katana, pero antes de que pueda responder a la declaración de amor de Geo, son interrumpidos por Erradicador. Erradicador informa a Brion sobre la fuga de Geode y su reciente ataque a Markovia.
Geo-Fuerza y Erradicador van a interceptar a Geode. La batalla con la trastornada esposa de Brion parece unilateral cuando Geode golpea a ambos héroes como muñecos de trapo. Erradicador le ruega a Geo-Fuerza que use sus poderes para someter a Geode, pero Brion está en conflicto con la idea de golpear a su esposa. Con Geo-Fuerza incapaz de tomar la iniciativa, Erradicador decide desatar todo su poder para dejar inconsciente a Geode.
Más tarde, Geode se libera de su cautiverio, gracias a un personaje inusual llamado Veritas. Veritas quiere que Geode comience la destrucción inmediata de Markovia, lo que atraerá a Geo-Fuerza, quien señala el centro de la perturbación en Markovia y Veritas se acerca. Veritas le pide a Brion que se una a él y restablezca el Viejo Orden Mundial de Markovia. Brion rechaza la oferta de Veritas y Veritas le dice a Geode que mate a su marido separado. Geo-Fuerza reúne su fuerza y se convierte en una criatura de roca gigante.
Por desgracia, los poderes inestables de Brion han puesto en peligro a Markovia, porque su nueva forma consiste en Markovia y los terremotos comienzan a surgir. Un terremoto abre una gran grieta debajo de Geode y Veritas. Los dos villanos caen en su supuesta perdición y Geo-Fuerza finalmente se da cuenta de que Veritas usó a Geode para tentar a Geo-Fuerza a desatar sus habilidades sin explotar para destruir a Markovia. Ahora, Markovia se debate entre la guerra civil y la devastación que Brion, sin darse cuenta, ha provocado en su pueblo.

### DC Renacimiento
En 2016, DC Comics implementó otro relanzamiento de sus libros llamado DC Rebirth, que restauró su continuidad a una forma muy similar a la anterior a "The New 52". El príncipe Brion Markov aparece, sin su identidad ni disfraz de Geo-Fuerza, en la miniserie Suicide Squad: Most Wanted. Conoce a Katana por primera vez y la ayuda a ella y al Escuadrón Suicida a luchar contra la organización terrorista Kobra, que intenta invadir Markovia. No hay indicios de que posea habilidades sobrehumanas. 
Durante el evento "Dark Nights: Metal", se revela que Batman había estado operando un equipo conocido como los Forasteros como un equipo sigiloso de operaciones encubiertas durante algún tiempo, con Metamorpho, Black Lightning, Katana, Halo y Geo-Fuerza.
Después de que la luna quedara destrozada por la batalla de Vándalo Salvaje contra la Liga de la Justicia. Geo-Fuerza prestó su ayuda para estabilizar la esfera gravitacional del planeta hasta que sus compañeros héroes pudieran reparar los daños a la Luna.
En la secuela de "Watchmen" "Doomsday Clock", Brion Markov fue uno de los primeros metahumanos creados fuera de los programas de Estados Unidos por la Dra. Helga Jace. Actualmente lidera un nuevo equipo de Forasteros, con base en Markovia, y ha negado tener conocimiento de haber trabajado con Batman antes. En el momento en que Superman se enfrenta al Doctor Manhattan, Geo-Fuerza llega con sus Forasteros junto con los Héroes del Pueblo y los Condenados en un intento de traer a Superman por lo que sucedió en Rusia. Geo-Fuerza le dice a Superman que haga lo correcto y coopere. Tanto los superhéroes extranjeros como el grupo de Black Adam comienzan a cargar hacia Superman para ver quién lo alcanzará primero, lo que se intensifica cuando aparecen los otros equipos de superhéroes extranjeros. La pelea se interrumpe cuando el Doctor Manhattan deshace el experimento que borró de la historia a la Sociedad de la Justicia de América y la Legión de Super-Héroes.
En Shadow War, se disfrazó de Deathstroke y asesinó a Ra's al Ghul. Hizo esto para enfrentar al verdadero Deathstroke contra la hija de Ra's, Talia al Ghul, uno contra el otro y vengarse de ambos. Deathstroke por lo que le hizo a la hermana de Markov, y Talia por lastimar a su país.

## Poderes y habilidades
Como implica su nombre en clave, todos los poderes de Brion están relacionados de alguna manera con el planeta Tierra. Puede manipular el campo gravitatorio de la Tierra para hacer que un objeto sea más pesado ("gravedad adicional") o más liviano ("gravedad nula"). Puede proyectar abrasadores "explosiones de lava" a imitación de los volcanes terrestres. Al usar su poder de gravedad nula sobre sí mismo, junto con explosiones de lava para la propulsión, Geo-Fuerza puede volar a gran velocidad durante cortos períodos de tiempo (su compañero de equipo Black Lightning comentó una vez que Geo-Fuerza se debilita después de volar 1,000 millas). Geo-Fuerza ha demostrado la capacidad de manipular la Tierra misma, de manera similar a Terra. Brion ha demostrado que puede convertir material orgánico en mineral terrestre con un toque. Esta habilidad no se explica del todo en el caso en que convierte el cadáver reanimado de Terra en piedra.
Geo-Fuerza posee una impresionante fuerza, velocidad y durabilidad sobrehumanas. Una vez usó sus poderes de manipulación de la gravedad para mejorar su propia súper fuerza, fortaleciéndolo lo suficiente como para luchar cara a cara con Superman antes de la crisis. Cuando es disparado en la espalda por el clon de Baron Bedlam, las balas lo tambalean, pero no perforan su piel. Brion tiene la adición de una y otra vez habilidades de movimiento de tierra similares a las que poseía Tara Markov, por alguna razón parecían fluctuar en la continuidad. Tener suficiente afinidad con lo geofísico para ayudar a evitar que el planeta se divida en pedazos durante la Guerra de los Dioses. Según se informa, su geoquinesis es tan poderosa que, trabajando en conjunto con otras cuatro personas con poderes similares, Geo-Fuerza podría partir el planeta por la mitad. Sin embargo, con el regreso de estas habilidades, el nivel de durabilidad que tiene parece fluctuar. En un momento fue cortado por objetos afilados, generalmente una herida profunda que desencadena esta faceta inestable y en gran parte inactiva de sus poderes, lo que provoca violentos terremotos y marejadas. En otros, ni siquiera quemarse al poner su mano sobre la llama de una vela activa.
Finalmente, también aprendió a trabajar duro y armar lava fundida debajo de la superficie de la tierra durante Convergencia. Brion Markov obtuvo sus poderes debido en parte a su herencia como príncipe de Markovia, así como a los efectos del dispositivo diseñado para manifestar los poderes. Solo alguien con sangre real de Markov puede conservar estos poderes de forma permanente. La fuente de los poderes de Geo-Fuerza es la Tierra misma. Durante su primera aventura, Geo-Fuerza aparentemente es asesinado y enterrado por soldados enemigos. La Tierra nutrió a Geo-Fuerza, curó sus heridas y lo restauró. A través de su conexión con la tierra, Geo-Fuerza puede sobrevivir indefinidamente sin comida, sueño o necesidad de respirar; habiendo pasado días o semanas sentados bajo tierra sin molestias.
Geo-Fuerza es más fuerte cuando está firmemente plantado en el suelo. Sus poderes y salud se deteriorarán si está fuera de contacto con la Tierra durante largos períodos de tiempo.

## Otras versiones
En la línea de tiempo alternativa del evento Flashpoint, Brion Markov es el rey de Markovia. En algún momento, él se pone en contacto por Mera mientras intenta hacer una alianza con los atlantes, debido a la invasión amazónica del Reino Unido. Más tarde es capturado por Aquaman, quien conecta al joven rey a una máquina construida por Vulko para amplificar los poderes de manipulación del campo gravitatorio de la Tierra de Brion. Es a través de Brion que Aquaman logra que Europa occidental se hunda en el mar.

## En otros medios

### Televisión

#### Acción en vivo
Dos variaciones de Brion Markov / Geo-Fuerza aparecen en el set de medios en Arrowverso de The CW:
- El Dr. Brion Markov aparece en el episodio de Arrow "Darkness on the Edge of Town", interpretado por Eric Floyd. Esta versión es un científico humano de Industrias Unidac que inventa un dispositivo que puede manipular la actividad sísmica. Malcolm Merlyn lo contrata para armar el dispositivo antes de asesinar a Markov y su personal para que Merlyn pueda usar el dispositivo en The Glades como parte del "Compromiso".[27]
- Una adaptación americanizada de Geo-Fuerza aparece en Black Lightning, interpretado por Jahking Guillory. Esta versión es Brandon Marshall, estudiante de Garfield High junto a Jennifer Pierce. Al principio de la tercera temporada, él le revela su estado metahumano geocinético y cómo Helga Jace mató a su madre, Helen, en sus experimentos antes de unirse a Pierce en ocasiones para luchar contra una invasión de markovianos. Cerca del final de la temporada, se entera de que Helen era markoviana y que su padre tenía las mismas habilidades geocinéticas que él. En respuesta, Marshall mantiene a Jace en su apartamento para obtener información sobre su padre.

#### Animación
- Geo-Fuerza aparece en el episodio de Batman: The Brave and the Bold, "Requiem for a Scarlet Speedster!", con la voz de Hunter Parrish. Esta versión es un nuevo miembro de los Forasteros y se une a ellos para ayudar a Batman a luchar contra Kobra.
- Geo-Fuerza aparece en Young Justice: Outsiders, con la voz de Troy Baker. Esta versión es el hermano gemelo fraterno de 17 años del príncipe heredero Gregor Markov de Markovia. Después de que su hermana menor Tara fuera secuestrada por traficantes de metahumanos dos años antes, Brion decide activar su metagen para poder detener a los traficantes y encontrar a su hermana, aunque fue puesto en un tanque de meta-activación en contra de su voluntad por los doctores Helga Jace y Simon Ecks. Cuando su malvado tío, el Baron Bedlam, intenta incriminarlo por el reciente asesinato de sus padres, Brion se enfrenta a él, pero es superado por su incapacidad para controlar sus poderes basados en el magma recién adquiridos. Después de que Superboy interviene y derrota a Bedlam, Gregor se ve obligado a exiliar a un Brion desconsolado de su hogar para evitar que los metahumanos causen más daño a Markovia, pero le pide a Superboy que cuide a su hermano en su lugar. Después de esto, Brion comienza a entrenar con Superboy, Nightwing, Artemis, Halo, Black Lightning y Forager para desarrollar y controlar mejor sus habilidades. Debido a su destierro, tragedias familiares y a que sus aliados no pueden encontrar a Tara lo suficientemente rápido, Brion desarrolla problemas de ira, aunque poco a poco aprende a superarlos. También entabla una relación con Halo y desarrolla una amistad con Forager. Brion finalmente se reúne con Tara, aunque él y sus aliados inicialmente desconocen su alianza con la Luz. Después de esto, Brion se une al Equipo y luego a los Forasteros. Durante una misión a Markovia para detener a Bedlam una vez más, Brion se entera del engaño de Tara. Aunque se pasa al lado de los héroes, Zviad Baazovi manipula en secreto a Brion para que mate a Bedlam y usurpe a Gregor como rey de Markovia en nombre de la Luz. A partir del episodio de Young Justice: Phantoms, "Artemis Through the Looking Glass", Brion ha dado la bienvenida a todos los metahumanos a Markovia, lo que a su vez ha provocado que todos los markovianos no metahumanos huyan a la nación vecina de Vlatava. Brion luego se convierte en el líder de un grupo de superhéroes llamado Infinitors.

### Varios
Geo-Fuerza aparece en Teen Titans Go! #51. Llega a Estados Unidos en busca de su hermana menor, Terra, para llevarla de regreso a Markovia. Después de conocer a los Jóvenes Titanes, Beast Boy lo lleva a la escuela donde conoció a la colegiala que se parece a Terra. Si bien Geo-Fuerza está seguro de que la colegiala es Terra, ve que ahora parece feliz, algo que nunca había visto mientras estaba en Markovia. Decidiendo no confrontarla, regresa solo a Markovia.